# Пелисье, Жан-Жак
Эмабль Жан-Жак Пелисье (фр. Aimable Jean Jacques Pélissier; 6 ноября 1794, Маромм, департамент Приморская Сена, Франция — 22 мая 1864, Алжир) — французский военный и государственный деятель, маршал Франции (12 сентября 1855). С 19 мая 1855 года являлся главнокомандующим французскими войсками в Крыму. Руководил успешным штурмом Малахова кургана. С 22 июля 1856 года носил титул герцога Малаховского (фр. duc de Malakoff). Великий канцлер ордена Почётного легиона.

## Биография
В 1815 году окончил военную школу Сен-Сир. Начал службу в артиллерии. В 1819 году перешел в корпус офицеров Генерального штаба.
В 1823 году участвовал во французской интервенции, восстановившей абсолютизм в Испании, за что получил орден Почётного легиона и испанский орден Святого Фердинанда. В 1828 году участвовал в экспедиции в Морею, два года спустя — в завоевании Алжира. Свои воспоминания об этой кампании он изложил в статье «Действия французской армии в Африке».
В 1831 году майор Пелисье был прикомандирован к военному министерству, а в 1839 году в чине подполковника снова был направлен в Алжир, где оставался до 1854 года и получил известность как энергичный военачальник, готовый в случае надобности на самые крутые меры, поскольку ни одна из экспедиций не проходила без его участия. По должности начальника штаба при генералах Ламорисьере и Бюжо, Пелисье явился их достойным и отличным помощником и пользовался их полным доверием.
В 1845 году, после победы при Исли, Пелисье было поручено во что бы то ни стало усмирить марокканцев и запереть их в их горных берлогах. Испытав безуспешно все средства, чтобы усмирить горных разбойников, Пелисье приказал зажечь кучи хвороста перед их жилищами, от чего 500 марокканцев погибло, а остальные были обезоружены и выселены. Эта мера вызвала во Франции по адресу Пелисье страшный шум, военный министр, маршал Сульт вынужден был написать Бюжо, что если тот не укротит пыл Пелисье, то он будет вынужден его отозвать во Францию и предать суду. Бюжо энергично заступился за своего любимца и отвечал: «Война и политика должны употреблять все средства и самые энергичные, конечно, за исключением отравления, убийства и вероломства. Политика — не филантропия, и лучше ударить сильно один раз, чем бить всё время», и Пелисье был оставлен в Алжире.
22 апреля 1846 года получил чин маршала лагеря (фр. marechal de camp — аналог чина генерал-майора), а 15 апреля 1850 год
а произведён в дивизионные генералы. Однако несмотря на приобретённую известность, он не получил никакого назначения в армию, направленную в 1854 году для действий в Крыму. Причиной этому были его нелады с главнокомандующим, маршалом Сент-Арно. Но когда дела пошли вяло, в Париже стали беспокоиться. «Нам нужен Суворов» — сказал однажды Наполеон III своему военному министру. «Мы имеем Пелисье» — ответил тот.
Так в 1855 году Пелисье был послан в Крым, где сначала командовал 1-м армейским корпусом. Ему было 63 года, но он был бодр, сохранил вполне живость ума, пылкость и твёрдость характера. Тотчас по прибытии в армию, Пелисье внёс свежую струю в действия своего корпуса. Но нерешительность высшего командования и ошибки в первоначальном расположении армии парализовали его благие начинания. И только после увольнения маршала Канробера, став его преемником в качестве командующего всеми французскими силами под Севастополем, Пелисье смог приняться за осуществление своих идей.
К. Хибберт в книге «Крымская кампания 1854—1855 гг.» так описывал Пелисье:

«Этот человек был полной противоположностью своему предшественнику. Прямолинейный и решительный, жёсткий и храбрый настолько, насколько осторожным был прежний командующий, он без малейших колебаний был готов посылать своих солдат на смерть. Генерал Пелисье скорее походил на своего отца-сержанта, чем на командующего армией. По выражению фотографа Роджера Фентона, внешностью новый командующий чем-то напоминал дикого кабана. Найджел Кингскот писал, что генерал был настолько толст и имел такую короткую шею, что его фигуру можно было сравнить с „бутылкой из-под имбирного пива“. Короткие толстые ноги не позволяли генералу ездить верхом, и он объезжал свой лагерь на двуколке. (…) То, как независимо держался Пелисье, удивляло многих. Казалось, на него не производят никакого впечатления многочисленные телеграммы, письма, приказы и депеши, которыми Наполеон III выматывал нервы Канробера. Он небрежно совал полученные бумаги в карман, и многие были уверены, что новый командующий вовсе не читает их».

Пелисье не побоялся обнародовать свой план кампании в письме, адресованном на имя генерала Боске. Так как план этот совершенно не отвечал планам генерала Ниеля, командированного Наполеоном в армию в качестве доверенного лица, то Ниель объявил Пелисье предупреждение, на которое тот не обратил никакого внимания. Тогда император прислал ему любезное письмо, в котором указал на необходимость считаться с его, императора, мнением, но Пелисье, не смущаясь всем этим, продолжал воплощать в жизнь свой план, состоявший в том, чтобы возможно больше расширить сферу действий армии, заняв в тылу пункты, удобные для наблюдения, разрушить фортификационные работы русских на Азовском море в Керчи и Еникале, теснить противника в пунктах непосредственной обороны, чтобы захватить инициативу в свои руки и подготовить штурм. Когда же Ниель на собрании генералов попробовал однажды высказать замечания по этому плану, Пелисье вспылил: «Генерал, в армии нет адъютантов императора, хранителей его идей и планов, есть только главнокомандующий и подчинённые; вы — один из последних и должны повиноваться. Если Вы будете так продолжать, я приму против Вас самые строгие меры и удалю из армии. Кроме того, я запрещаю Вам сноситься с императором помимо меня». Извещённый об этой сцене рапортами Ниеля и видя свои приказания неисполняемыми, Наполеон III всё более раздражался против Пелисье и засыпал его телеграфными распоряжениями о полном обложении Севастополя. Пелисье отвечал императору, что обсуждение различных вопросов по телеграфу считает невозможным: «Дело не в обсуждении, дело в приказаниях, которые даются и получаются» — колко отвечал он императору. Доверяя только своему взгляду и в письмах военному министру объясняя свои намерения, Пелисье ответил императору почтительно, но с достоинством и дал понять, что он не поступится и малейшей частицей своего авторитета. 

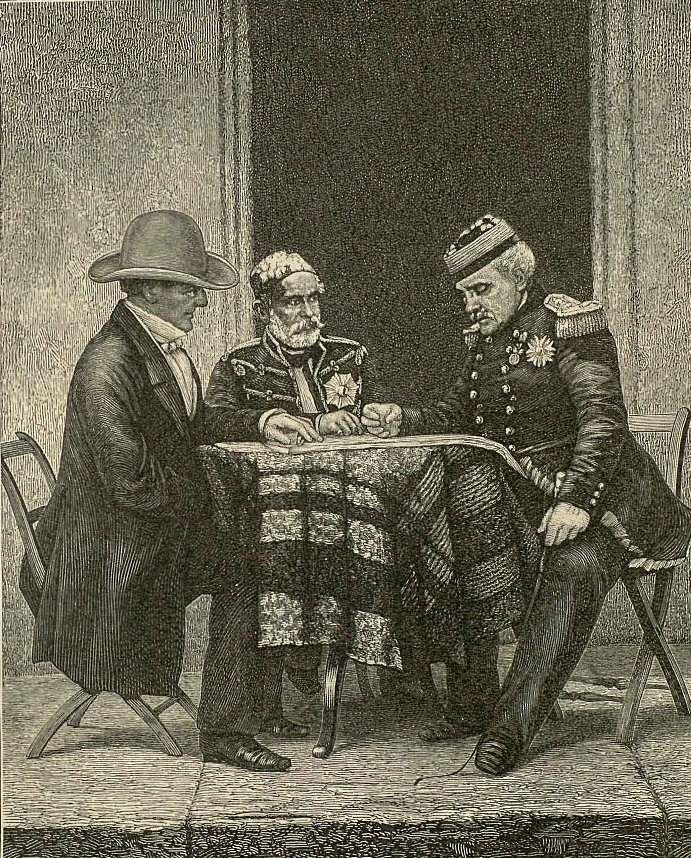
Лорд Раглан, Омер-паша и Ж.-Ж. Пелисье под Севастополем в 1855 году

И операции шли прогрессивно, завоевывая симпатии союзников. 26 мая французы после упорных боёв овладели Волынским и Селенгинским редутами и Камчатским люнетом — главными опорными пунктами внешней обороны крепости. Это был первый успех Пелисье, за который Наполеон III поблагодарил его только через 7 дней, причём его похвалы носили оттенок порицания. Письмо Наполеона заканчивалось приказом немедленного изменения способов ведения кампании. На этот раз Пелисье не выдержал и ответил энергичной телеграммой, прося императора не ставить его в положение человека недисциплинированного и неосторожного и не нарушать хороших отношений, установившихся с союзниками. После этого отношения императора и Пелисье стали столь натянутыми, что малейший случай грозил порвать их окончательно.
Таким случаем стал первый штурм, предпринятый им 6 июня (18 июня) 1855 год, который был отбит, а французы потеряли более 3 тысяч человек. Решив отозвать Пелисье, император написал ему письмо, содержавшее порицание всех его действий. В конце письма стояло: «Я признаю в Вас много энергии, но надо хорошо руководить. Немедленно представьте военному министру в подробностях свой план и отныне не смейте ничего предпринимать, не испросив по телеграфу на то согласие. Если Вы не согласны на это, то сдайте командование армией генералу Ниелю».
Только заступничество генерала Флёри и военного министра спасло Пелисье, который к осени развил изумительную деятельность. 4 августа последовали победа союзников на реке Чёрной, а 27 августа последовал очередной штурм, окончившийся взятием Малахова кургана, что отдало Севастополь в руки осаждающих. Через три дня Пелисье получил поздравительные телеграммы от императора и военного министра о производстве его в маршалы. А по возвращении во Францию в 1856 году взятие Малахова кургана доставило Пелисье звание герцога Малаховского (фр. duc de Malakoff).
По окончании Восточной войны Жан-Жак Пелисье был с марта 1858 по май 1859 года французским послом в Англии, а во время австро-итальянской войны 1859 года командовал французскими войсками на Рейне. С 10 мая по 11 декабря 1851 года (1-й раз) и с 24 ноября 1860 по 22 мая 1864 года занимал пост генерал-губернатора Алжира.

## Семья
7 сентября 1870 72-летний старик, господин Пелисье, брат маршала Пелисье, был смертельно ранен в своей комнате на втором этаже отеля Нёйвиллер на улице Вьё-Марше-о-Вэн. В момент, когда его настигла смерть, на другом конце города догорала соломенная шляпная фабрика его зятя, господина де Лангенхана, расположенная в предместье Пьер. 
Маршал Пелисье 12 октября 1858 г. вступил в брак с Софией, урожд. Валера (исп. Maria Isabel Sofia Andrea Francisa de Paula Valera y Alcalá-Galiano; 4 февраля 1828, Эсиха, Испания — 12 ноября 1890, Париж, Франция), дочерью испанского дворянина бригадира Хосе Валера (исп. José María Agustin Valera y Viaña; 1783—1859) и Марии, урожд. Алькала-Гальяно, 4-й маркизы де Паньега и виконтессы дель Барко (исп. María Dolores Alcalá-Galiano y Pareja, IV Marquesa de Paniega, Vizcondesa del Barco; 1791—1872). София была близкой подругой императрицы Евгении Монтихо. В браке была известна как маршальша Пелисье. 
- Единственный ребёнок маршала: дочь графиня Луиза Пелисье-де-Малакофф (фр. Louise Élisabeth Eugénie Sophie Pélissier de Malakoff; 5 марта 1860, Париж, Франция — 25 декабря 1935, там же), c 19 марта 1881 г. супруга проживавшего в Австрии графа Яна-Владислава Замойского герба Елита (пол. hrabia Janusz Władysław Zamoyski herbu Jelita; 6 июля 1849 — 5 января 1923), сына графа Яна Станиславовича Замойского (16 февраля 1802 — 5 декабря 1879). Брак расторгнут в 1888 г. и был бездетным.

- Орден Почётного легиона:
  - Кавалер большого креста (1853)
  - Великий офицер (1851)
  - Командор (1843)
  - Офицер (1830)
  - Кавалер (1823)
- Орден Святого Людовика, кавалер (1829)
- Воинская медаль
- Медаль Святой Елены
- Медаль в память об Итальянской кампании
- Орден Леопольда I, большой крест (Бельгия, 15.02.1854)
- Орден Бани, рыцарь большого креста (Великобритания)
- Крымская медаль (Великобритания)
- Орден Святого Фердинанда, большой крест (Испания, 1855)
- Орден Льва и Солнца, большой крест (Персия)
- Савойский военный орден, большой крест (Сардинское королевство, 1855)
- Орден Славы, большая лента (Тунис, 1858)
- Орден Меджидие 1-го класса (Турция)

## Память

### В кулинарии
- Португальский десерт Молотоф